# 19. Luftwaffen-Felddivision
Die 19. Luftwaffen-Felddivision war ein militärischer Verband der Wehrmacht während des Zweiten Weltkrieges. 

## Geschichte

### Aufstellung
Sie wurde am 1. März 1943 aus überschüssigem Personal der Luftwaffe unter dem Kommando des XIII. Fliegerkorps auf dem Truppenübungsplatz Bergen in Niedersachsen aufgestellt.

### Besatzungstruppe Frankreich
Ab Februar 1943 war die Division in  Frankreich als Besatzungstruppe stationiert. Es folgte die Verlegung in die Niederlande.

### Besatzungstruppe Niederlande
Bis April 1944 war sie als Besatzungstruppe in den Niederlanden im Einsatz. Am 1. November 1943 wurde die Division ins Heer überführt und in Feld-Division 19 (L) umbenannt.

## 19. Luftwaffen-Sturm-Division

### Aufstellung durch Umbenennung
Am 1. Juni 1944 wurde die Division in 19. Luftwaffen-Sturm-Division umbenannt und nach Mittelitalien verlegt. 

### Vernichtung
An der italienischen Front wurde die Einheit einen Monat später, im Juli 1944 fast vollständig aufgerieben.

### Auflösung
Am 15. August 1944 wurde der Verband offiziell aufgelöst. Die Reste wurden verteilt.

## Kommandeure
- Generalmajor Gerhard Bassenge (1. Oktober 1942 – 31. Januar 1943)
- Generalleutnant Hermann Plocher (1. Februar 1943 – 30. Juni 1943)
- Generalleutnant Erich Baeßler (1. Juli 1943 – 15. Juli 1944)
- Generalleutnant Albert Henze (10. August 1944 – 15. August 1944)

## Bekannte Divisionsangehörige
- Karl Michel (1904–1945), war als Randfigur in die Vorbereitung des Attentats vom 20. Juli 1944 verwickelt
- Hermann Plocher (1901–1980), war von 1957 bis 1958, als Brigadegeneral der Luftwaffe der Bundeswehr, Stellvertreter des Inspekteurs der Luftwaffe